# Liste der Baudenkmäler in Röfingen

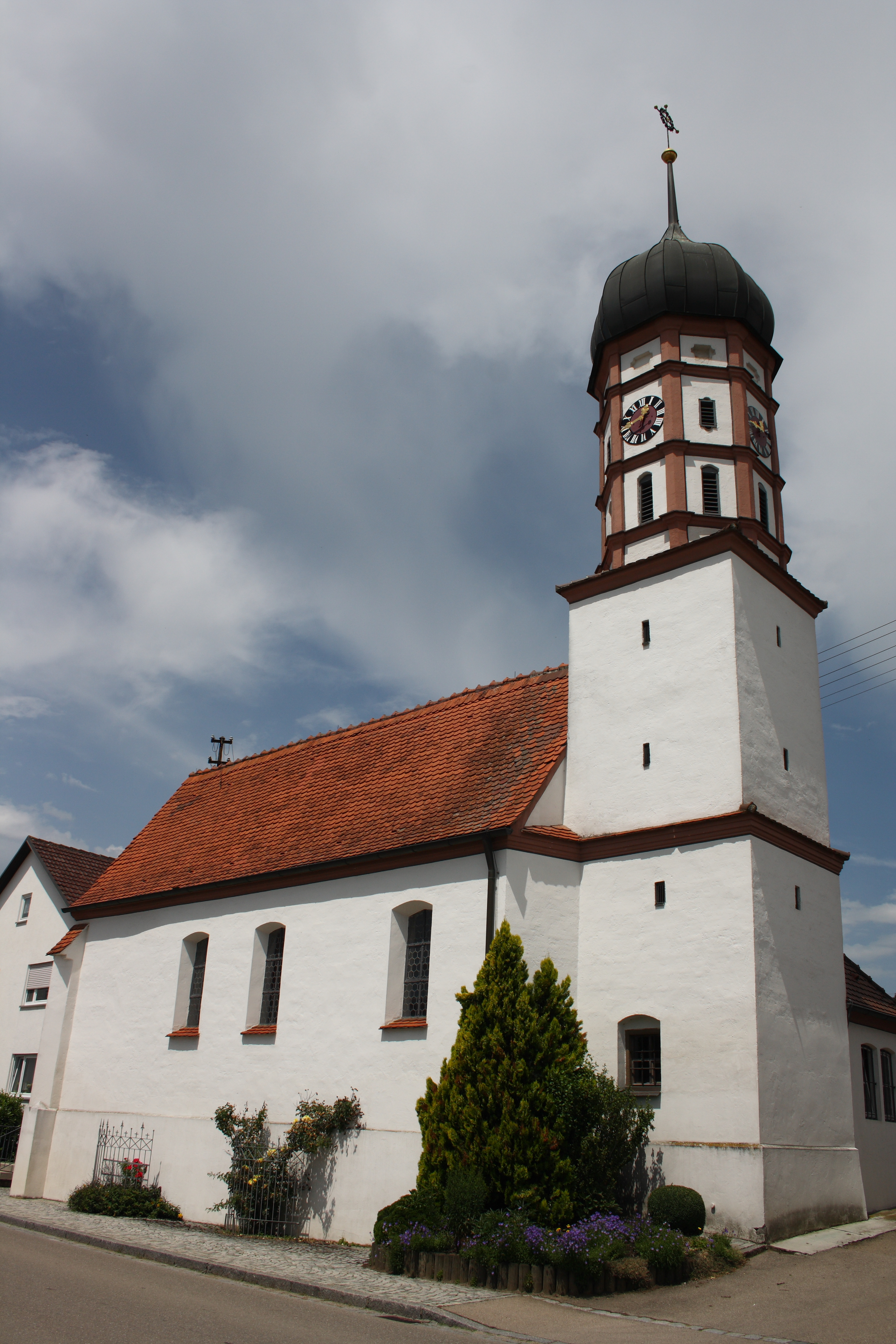
Kirche in Roßhaupten

Auf dieser Seite sind die Baudenkmäler in der schwäbischen Gemeinde Röfingen zusammengestellt. Diese Tabelle ist eine Teilliste der Liste der Baudenkmäler in Bayern. Grundlage ist die Bayerische Denkmalliste, die auf Basis des Bayerischen Denkmalschutzgesetzes vom 1. Oktober 1973 erstmals erstellt wurde und seither durch das Bayerische Landesamt für Denkmalpflege geführt wird. Die folgenden Angaben ersetzen nicht die rechtsverbindliche Auskunft der Denkmalschutzbehörde.

## Baudenkmäler nach Ortsteilen

### Röfingen
| Lage                            | Objekt                                  | Beschreibung                                                               | Akten-Nr.    | Bild           |
| ------------------------------- | --------------------------------------- | -------------------------------------------------------------------------- | ------------ | -------------- |
| Augsburger Straße 50 (Standort) | Katholische Pfarrkirche Sankt Margareth | Spätklassizistischer Saalbau, 1823, auf älterer Grundlage, mit Ausstattung | D-7-74-178-1 | weitere Bilder |
| Augsburger Straße 64 (Standort) | Bauernhaus                              | Walmdachbau, 18. Jahrhundert                                               | D-7-74-178-2 | BW             |
| Augsburger Straße 73 (Standort) | Hofkapelle                              | 19. Jahrhundert                                                            | D-7-74-178-3 | BW             |

### Roßhaupten
| Lage                      | Objekt                                  | Beschreibung                                                                    | Akten-Nr.    | Bild           |
| ------------------------- | --------------------------------------- | ------------------------------------------------------------------------------- | ------------ | -------------- |
| Hauptstraße 19 (Standort) | Katholische Filialkirche Sankt Leonhard | Gotisch, Ausbau 1680, mit Ausstattung                                           | D-7-74-178-4 | weitere Bilder |
| Hauptstraße 28 (Standort) | Bauernhaus                              | Satteldachbau mit gegliederter Giebelfassade und seitlichem Zwerchhaus, um 1920 | D-7-74-178-5 | BW             |
| Hauptstraße 38 (Standort) | Ehemaliges Gasthaus zum Adler           | Walmdachbau mit profiliertem Traufgesims, 18. Jahrhundert                       | D-7-74-178-6 | BW             |
| Schulstraße 18 (Standort) | Kapelle                                 | 20. Jahrhundert                                                                 | D-7-74-178-7 | BW             |